# Provincia de Lebap
La provincia de Lebap (turcomano: Lebap welaýaty, ruso: Лебапский велаят) es una de las provincias (Welayatlar) de Turkmenistán. Está localizada en el noreste del país, haciendo frontera con Uzbekistán. Su capital es Türkmenabat (Түркменабат, anteriormente Chärjew). Tiene un área de 94.000 kilómetros cuadrados, y una población de 1.034.700 habitantes.
Dentro se encuentran la reserva del desierto de Repetek y la reserva natural de Koytendag, donde está la montaña más alta del país, el Monte Aýrybaba con 3.138 m de altitud.
Tanto los ciudadanos turcomanos como los extranjeros necesitan un permiso especial para visitar partes de la provincia fronterizas con Uzbekistán, pues el gobierno ve al distrito fronterizo como una zona cerrada.
- Datos: Q487389
- Multimedia: Lebap Province / Q487389